# Anthoxanthum odoratum
Anthoxanthum odoratum es una planta ornamental de la familia de las gramíneas.

## Descripción

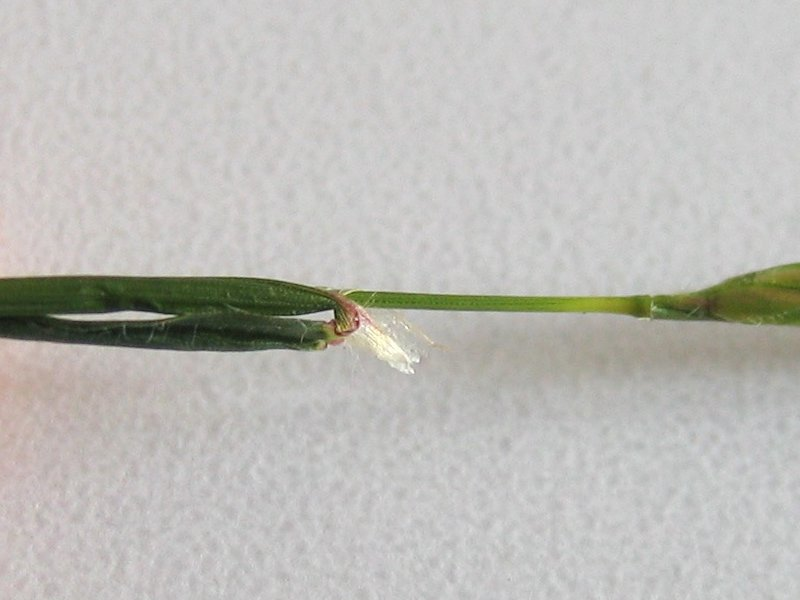
pelos de la vaina.

Perenne, pequeña, hispida, fragante (cumarinas CAS Nr 89957-44-8), cespitosa. Tallos erectos, 10 - 60 (- 80) cm alto. Lámina enrollada cuando joven, ancho (3 - 5 mm). Lígula bastante larga, aguda, a menudo moteada de púrpura. Aurículas transformadas en pelos localizados en el extremo de la vaina. Panicular, 3 - 7 (- 10) cm alto, más o menos compacta y entonces espiciforme. Espiquillas con una única flor fértil y 2 estériles rudimentarias. Glumas hispidas o glabras. Lema aquillada

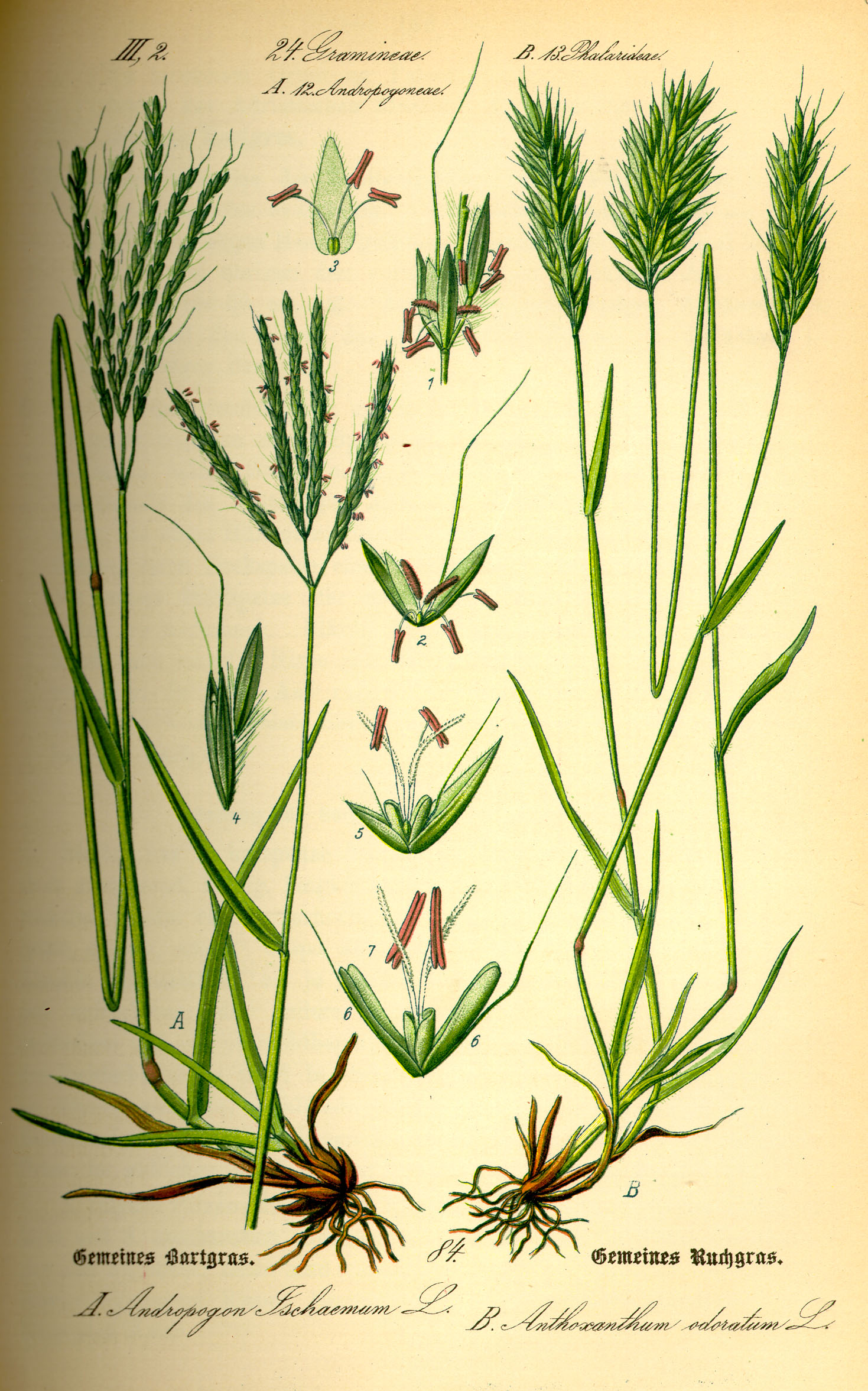
Ilustración de Thomé "Flora von Deutschland".

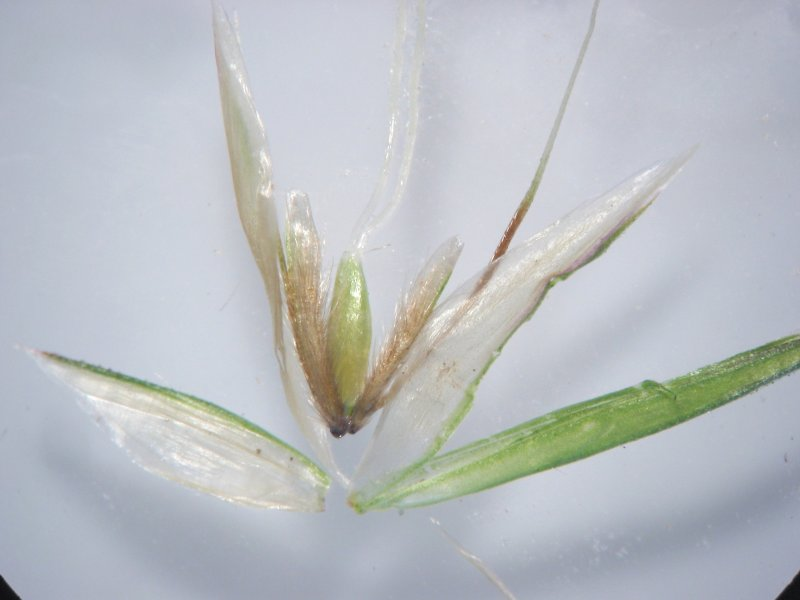
detalle de la espiguilla.

## Distribución
Nativa de Europa, Asia templada y Norte de África. Se ha hecho subcosmopolita en las regiones templadas.
Se reconocen al menos dos subespecies:
A. odoratum odoratum y A. odoratum alpinum (Á. Löve &
D. Löve)Tzvelev
- 1a. Pedicelos y glumas pubescentes  ..........subsp. odoratum
- 1b. Pedicelos y glumas glabros......          subsp. alpinum[3][4]

## Propiedades medicinales
Toda la planta contiene cumarina una vez secada, lo que le da el olor a vainilla, por lo tanto, se utiliza para sazonar los tés.

## Taxonomía
Anthoxanthum odoratum fue descrita por  Carlos Linneo y publicado en Species Plantarum 1: 28. 1753.
Etimología
Anthoxanthum: nombre genérico que proviene del griego "anthos": "flor" y "xantho": "amarillo", en alusión a sus flores amarillas después de la floración.
odoratum: epíteto latino que significa "olor", se refiere al olor a cumarina después de secada.
Sinónimos
- Anthoxanthum alpinum Schur
- Anthoxanthum asperum W.Mann ex Opiz
- Anthoxanthum maderense H.Teppner
- Anthoxanthum nebrodense Lojac
- Anthoxanthum ovatum var. montanum Asch. & Graebn.
- Anthoxanthum ovatum var. strictum Asch. & Graebn.
- Anthoxanthum ovatum var. tenerum Asch. & Graebn.
- Anthoxanthum pauciflorum Adamovic
- Anthoxanthum pilosum Döll
- Anthoxanthum sommierianum Ricci
- Anthoxanthum villosum Dumort.
- Phalaris ciliata Pourr.
- Xanthonanthos odoratus (L.) St.-Lag.[6][7]

subsp. alpinum (Á. Löve & D. Löve) Tzvelev
- Anthoxanthum alpinum Á. Löve & D. Löve

subsp. nipponicum (Honda) Tzvelev
- Anthoxanthum nipponicum Honda

## Nombres comunes
Alestas, alestaz, flor de flores, grama de olor, gramas de olor, lesta, pasto oloroso.